# Crise de Danzig
A Crise de Danzig foi uma crise diplomática que antecedeu imediatamente a Segunda Guerra Mundial. Tratou-se da última reivindicação irredentista que Adolf Hitler exigiu (e a única que a França e a Grã-Bretanha se opuseram à decisão), após ter obtido a remilitarização da Renânia e a anexação da Áustria e dos Sudetos. Além disso, a Guerra Civil Espanhola (1936-1939) testou com sucesso os elementos-chave da política expansionista de Hitler: tanto a eficácia das unidades de elite das suas aeronaves (Legião Condor), como a ineficácia dos mecanismos de manutenção da lei internacional (neste conflito, o princípio de não-intervenção, apenas respeitado pelas democracias ocidentais), uma nova demonstração da ineficácia da política de apaziguamento.

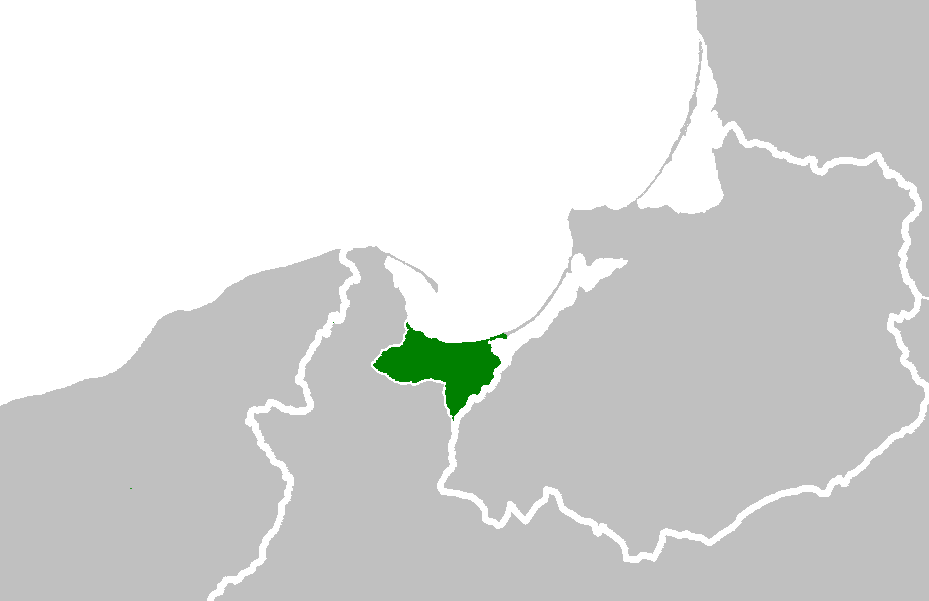
Localização de Danzig.

A crise começou a alguns dias depois da vitória de Francisco Franco, seu aliado: 28 de abril de 1939, momento escolhido por Hitler para lançar um discurso no Reichstag (parlamento alemão), que exige a devolução de Danzig e uma ferrovia e uma estrada extraterritorial para atravessar o Corredor Polonês (que separava a Prússia Oriental do resto da Alemanha desde o fim da I Guerra Mundial após o Tratado de Versalhes). A Polônia aceita a construção da estrada, mas se recusou a transferência de soberania ou cláusula de extraterritorialidade.
Simultaneamente ao apoio diplomático francês e britânico, a URSS forneceu apoio militar à Polónia (como havia feito antes com a Tchecoslováquia durante a Crise dos Sudetos), a Polónia rejeita (como fez antes a Checoslováquia). O objectivo destas negociações infrutíferas em 21 de agosto levou Josef Stalin a acreditar em uma mudança radical de alianças: Viatcheslav Molotov e Joachim von Ribbentrop (da URSS comunista e da Alemanha nazista, respectivamente), assinaram o Pacto Germano-Soviético de não-agressão em 23 de agosto de 1939, que, na prática (e na cláusula da parte secreta do pacto) é uma nova partição da Polónia como nos séculos XVIII e XIX, que também deu a União Soviética territórios antes czaristas perdidos em 1918: os Estados Bálticos (Finlândia, Estónia, Letónia e Lituânia) e parte da Romênia (região da Bessarábia).
Hitler tinha conseguido evitar a guerra em duas frentes que desde Otto von Bismarck era o maior temor dos estrategistas alemães, como evidenciado pela Primeira Guerra Mundial. As últimas negociações britânicas não poderiam dar qualquer resultado: era impossível apaziguar Hitler. A guerra começou com o bombardeio de Danzig e a invasão da Polônia em 1 de setembro de 1939. Em 3 de setembro, a França e a Grã-Bretanha responderam com uma declaração de guerra à Alemanha.